# 美人林
美人林（びじんばやし）は、新潟県十日町市に広がる、ブナをはじめとした森林である。3ヘクタールほどの丘陵に、枝張りが少なく、幹の太さが揃った、すらりとした樹木が約3000本が並んでいるさまから、美人にたとえられて、こう呼ばれる。

## 概要

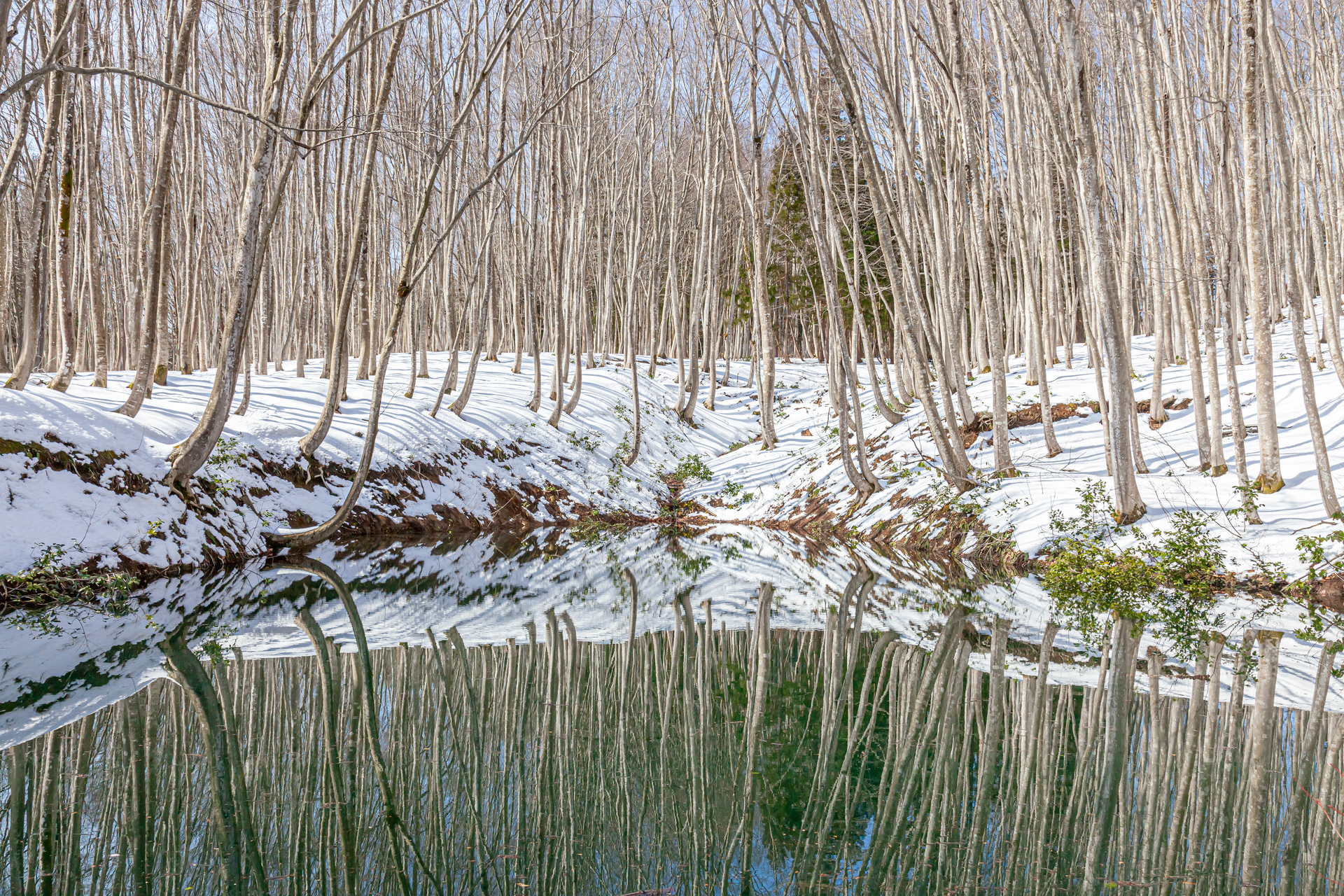
雪が残る3月の美人林

丘陵地帯に樹齢約100年ほどのブナの木が生い茂り、その美しさから観光スポットとなっており、入口には駐車場や茶処、農産物直売所などが設けられている。年間10万人ほどが訪れる。
大正末期、木炭確保などのため伐採が進んで裸山となったが、後にブナの若芽が一斉に生えだし、整った幹の太さや高さが美しい姿を見せるようになったことから「美人林」の名が広まり、高度経済成長期の杉林への転換を免れて保護されることとなり現在に至る。
案内人による体験ツアーや、冬季にはスノーシューを用いた散策ツアーが開催されることもある。

## 周辺
美人林の入口には、十日町市立里山科学館 越後松之山「森の学校」キョロロがあり、展示や体験イベントのほか、美人林に隣接する形で里山保全地域「キョロロの森」が設けられている。

## 交通
- 北越急行ほくほく線まつだい駅から東頸バス・松之山温泉行で15分、「堺松」下車後徒歩20分（冬季は「松之山分校前」下車後徒歩30分）[6][7]
- 松之山温泉から車で10分
- 駐車場：30台（キョロロの駐車場も利用可能）[2]。